# Eagle Eye (film)
Eagle Eye è un film del 2008 diretto da D.J. Caruso, con protagonisti Shia LaBeouf e Michelle Monaghan. Ispirato al racconto di Isaac Asimov Tutti i guai del mondo, il film nasce da un'idea di Steven Spielberg.

## Trama
Jerry Shaw è un giovane spiantato che ha da poco affrontato la morte misteriosa del fratello gemello. Rientrato a casa, riceve la telefonata di una donna, a lui sconosciuta, che lo invita ad uscire immediatamente dalla sua abitazione, perché l'FBI farà presto irruzione. Catturato, il ragazzo verrà accusato di terrorismo. Parallelamente la stessa cosa capita a Rachel Holloman, una madre single. Responsabile di tutto ciò è ARIA, un supercomputer creato dal governo per proteggere l'America da ogni nemico. Qualche settimana prima, il Presidente degli Stati Uniti aveva ordinato un attacco aereo in un paese afghano, causando maggior perdite civili che terroristiche, tant'è che il mondo arabo era insorto con diversi attentati sul suolo americano.
Il computer ARIA, il cui unico scopo è la difesa della nazione, aveva dunque valutato che il Presidente stesso fosse un pericolo per la nazione, a tal punto da studiarne contromosse per eliminarlo, servendosi di Rachel (che senza saperlo porterà al parlamento una potentissima bomba che si attiva tramite impulsi sonori) e Jerry (il fratello gemello di questi infatti era uno dei programmatori di ARIA che, avendo scoperto il piano, aveva posto al computer un blocco che solo lui, o una persona identica a lui, potevano togliere). Jerry e Rachel si ritroveranno, loro malgrado, coinvolti nei macchinosi piani del computer, il quale, avendo accesso e pieno controllo della sicurezza informatica dell'intero Paese, fu disposto ad adoperare ogni mezzo illecito pur di portare a termine la missione, eliminando chiunque si mettesse sulla propria strada.

## Produzione
La sceneggiatura del film è stata scritta da Dan McDermott basandosi su un'idea originale di Steven Spielberg, che a sua volta si ispirò al racconto di Isaac Asimov Tutti i guai del mondo. In seguito la DreamWorks avviò la pre-produzione cercando di coinvolgere Spielberg come potenziale regista della pellicola, ma il regista declinò l'offerta perché troppo impegnato nella lavorazione di Indiana Jones e il regno del teschio di cristallo.
Per dirigere il film fu assunto D.J. Caruso e Spielberg rimase nel progetto come produttore esecutivo. Nel giugno del 2007 fu scelto il protagonista, l'attore Shia LaBeouf che aveva già lavorato con Caruso nel film del 2007 Disturbia. In entrambi i casi è stato Steven Spielberg a richiedere con insistenza il suo attore pupillo. Poco prima dell'avvio della produzione la sceneggiatura fu riscritta da un team di sceneggiatori.
Le riprese del film sono iniziate a Chicago il 6 novembre 2007 e sono terminate nel febbraio 2008. Nella versione originale del film la voce del supercomputer ARIA è di Julianne Moore.

## Distribuzione
Il film è uscito negli Stati Uniti il 26 settembre 2008, in Italia è stato distribuito dalla Universal Pictures a partire dal 20 febbraio 2009. È stato anche trasmesso in televisione in prima serata su Italia 1 il 1º novembre 2011 e in seconda serata il 4 agosto 2018.

## Incassi
In Italia la pellicola ha avuto un pessimo incasso, pari a circa 157.000 euro. Nel resto del mondo, invece, si è rivelato discreto con un incasso di quasi 180 milioni di dollari.